# Боброві Двори
Боброві Двори (рос. Бобровы Дворы) — село у Губкінському районі Бєлгородської області Російської Федерації.
Населення становить 1270  осіб. Входить до складу муніципального утворення Губкінський міський округ, Боброводворська територіальна адміністрація.

## Історія
Населений пункт розташований у східній частині української суцільної етнічної території — східній Слобожанщині.
Згідно із законом від 20 грудня 2004 року № 159 від у 2004—2007 роках органом місцевого самоврядування було Боброводворське сільське поселення.

## Населення
| 2002 | 2010  | 2011  | 2013  | 2015  | 2016  |
| ---- | ----- | ----- | ----- | ----- | ----- |
| 1238 | ↗1332 | ↘1281 | ↘1270 | ↘1262 | ↗1270 |